# أرتورو غودوي
أرتورو غودوي (بالإسبانية: Arturo Godoy)‏ مواليد 10 أكتوبر 1912 في ايكويكو، تشيلي - الوفاة 27 أغسطس 1986 في ايكويكو، تشيلي، كان ملاكم تشيلي سابق صنّف ضمن فئة الوزن الثقيل.

## إحصائيات
خاض خلال مسيرته 124 نزالا، فاز في 87 وتعادل في 12 وخسر في 23. فاز بالضربة القاضية في 49 نزالا.

## روابط خارجية
- أرتورو غودوي على موقع بوكس ريك (الإنجليزية) (registration required)